# Movimiento de los Jóvenes Socialistas (Bélgica)
El Movimiento de los Jóvenes Socialistas (MJS, en francés:Mouvement des Jeunes Socialistes) es una organización juvenil del Partido Socialista de Bélgica, desde 1964, cuando la antigua organización del PS, la Joven Guardia Socialista abandonó el partido, para juntarse en 1971 la Liga Revolucionaria de los Trabajadores (IV Internacional).

## Objeto social estatutario
Esta asociación tiene como objetivo de "participar en la formación política de los jóvenes para contribuir a crear ciudadanas y ciudadanos críticos, responsables y solidarios, que, para su acción, favorisan el advenimiento de una sociedad más justa. La asociación constituye la organización política de la juventud socialista en la comunidad francesa, y representa a los jóvenes en el seno del Partido Socialista.

## Representantes oficiales
- Presidente y representante en el Comité del PS (Región de Bruselas-Capital): Tomé Andrade
- Tesorero: Geoffrey Dieudonné
- Secretario: Nicolas Bau
- Representante en el Comité del PS (Región Valonia): Isabelle Minsier
- Representante en el Comité permanente de las federaciones socialistas valonas: Nancy Cardron
- Encargado de las relaciones con las federaciones y secciones: Catherine Dieu
- Encargado de las relaciones internacionales y europeas: Brian Booth